# Безъязыково
Безъязыково — деревня в Балахтинском районе Красноярского края России. Входит в состав Красненского сельсовета.
Дата основания - 1725 г., часть переселенцев – из Орловской губернии. 
Первоначальное название – Большая Тумна (по названию речки, притока Чулыма). Здесь была деревянная церковь, построенная в 1862 году, при ней – библиотека. Большинство жителей носили фамилию Безъязыковы, поэтому в конце XIX в. деревню переименовали.
По данным переписи 1926 г., в деревне имелось 109 хозяйств и проживало 540 человек. Работали сельсовет, школа, изба-читальня, лавка общества потребителей. Основное занятие жителей – земледелие и скотоводство.
В 1928 г. в деревне организован колхоз «Заветы Ленина», а с 1950 г. имени Ленина. В 1960 г. колхоз вошёл в состав Малотумнинского совхоза. На 1 января 1961 г. в деревне в 69 семьях проживало 269 человек.
С 1972 года д. Безъязыково является отделением Красненского совхоза (с 1992 г. – АО «Красненское»).
До 1989 года входила в состав Балахтинского поссовета.

## География
Деревня расположена в 20 км к югу от районного центра Балахта на реке Чулым (приток Оби).

## Население
| 1989 | 2002 | 2010 |
| ---- | ---- | ---- |
| 279  | ↘268 | ↘190 |

Гендерный состав
По данным Всероссийской переписи населения 2010 года 90 мужчин и 100 женщин из 190 чел.

## Известные жители
- Чверко, Сергей Петрович (1967—2001) — майор милиции, кавалер ордена Мужества (посмертно).